# San José (Balancán)
San José es una localidad del municipio de Balancán ubicado en la subregión de los Ríos del estado mexicano de Tabasco.

## Geografía
La localidad se ubica a 35.0 kilómetros (en dirección este) de la localidad de Balancán de Domínguez, la cabecera y lugar más poblado del municipio. Se sitúa en las coordenadas geográficas 17°46′42″N 91°12′29″O / 17.778333, -91.208056, a una elevación de 39 metros sobre el nivel del mar.

## Demografía
Según el Conteo de Población y Vivienda 2020, efectuado por el Instituto Nacional de Estadística y Geografía, la localidad de San José tiene 52 habitantes, de los cuales 32 son del sexo masculino y 20 del sexo femenino. Su tasa de fecundidad es de 3.25 hijos por mujer y tiene 19 viviendas particulares habitadas.
| Gráfica de evolución demográfica de San José entre 2000 y 2020 |
|                                                                |
| INEGI.                                                         |